# 呉城久美
呉城 久美（くれしろ くみ　9月30日）は、日本の女優。
大阪府東大阪市出身。清風南海中学校・高等学校、京都大学法学部卒業。

## 略歴
芝居を始めたのは遅く、大学在学中にたまたま見た参加者募集のチラシをきっかけに劇研アクターズラボの公演クラスで演技を学んで初舞台に立ちその刺激に魅了され、インターネット上で見つけた団員募集から2011年に24歳で劇団悪い芝居に入団して、京都を拠点に各地で舞台作品に中心に活動を開始。2013年には悪い芝居vol.15『春よ行くな』での演技により同年下半期「関西Best Act」の役者部門にて初ノミネートで1位となるなど、急成長を遂げる。
2016年11月末にて約6年間在籍した劇団悪い芝居を退団し、活動拠点を東京に移して2017年1月より芸能事務所ジャングルに所属。映像作品にも進出し、2016年度後期のNHK連続テレビ小説『べっぴんさん』に「キアリス」の社員役で出演し 朝ドラ初出演、2018年度後期の連続テレビ小説『まんぷく』ではヒロイン福子の友人役を演じる。京大卒ということからクイズ番組への出演も増えている。

## 人物
身長165cm。スリーサイズはB85cm、W65cm、H87cm。靴のサイズは23.5 cm。
特技はバレーボール（3年）、甘酒作り、和菓子作り。
気象キャスターの福岡良子は清風南海中学校・高等学校の同級生。

## 出演

### 舞台

#### 「悪い芝居」公演
- 金色の家屋公演2011『団欒シューハーリー』（2011年5月、作・演出：山崎彬）
- 本当に悪い芝居vol.1『猿に恋』（2011年10月、作・演出：山崎彬）
  - 本当に悪い芝居vol.2『猿に恋〜進化ver.〜』（2012年1月、作・演出：山崎彬）
- vol.12『駄々の塊です』（2011年11月、作・演出：山崎彬）
- vol.13『カナヅチ女、夜泳ぐ』（2012年6月 - 7月、作・演出：山崎彬）
- 悪い芝居の一日千秋ツアー2012『不要想像力パーティー』（2012年11月、構成・演出：山崎彬）
- vol.14『キャッチャーインザ闇』（2013年2月 - 3月、作・演出：山崎彬）
- 悪い芝居の夢のあめりかツアー『超ミュージック超ライフ』（2013年4月 - 5月、構成・演出：山崎彬）
- 悪い芝居 トードリ 第1発公演『ライナスの毛布のように』（2013年7月、作・演出：宮下絵馬）
- vol.15『春よ行くな』（2013年8月 - 9月、作・演出：山崎彬）
- vol.17『キスインヘル』（2015年6月、作・演出：山崎彬）
- vol.18『メロメロたち』（2016年7月、作・演出：山崎彬）
- 悪い芝居誕生10年を祝う夜『悪いけど、今夜は帰りたくナイト』（2016年9月）

#### その他の公演
- 劇研アクターズラボ＋正直者の会 鉄人漁船『plant』（2010年1月、アトリエ劇研、脚本・演出：田中遊）
- ロロvol.5.8『夏も』（2011年8月 - 9月、SNAC、作・演出：三浦直之）
- 茶ばしら、2本目『怪獣使いと少年少女』（2012年10月、common cafe、脚本・演出：石原正一）
- メイシアタープロデュース SHOW劇場Vol.8『グッド・バイ』（2014年3月、メイシアター小ホール、作・演：山崎彬）
- ヨーロッパ企画
  - ヨーロッパ企画presents『ハイタウン2014』 コメディ実験室 Bプログラム 「車コメディ」（2014年5月、元・立誠小学校、脚本・演出：村上慎太郎）
  - イエティ『スーパードンキーヤングDX』（2020年1月 - 2月、小劇場B1、AI・HALL、作・演出：大歳倫弘）[15]
  - イエティ『逆張ヶ浜に夕陽が落ちる』（2024年2月、THEATRE E9 KYOTO、新宿シアタートップス、作・演出：大歳倫弘）[16]
  - ヨーロッパ企画『インターネ島エクスプローラー（仮）』（2025年12月 - 2026年3月〈予定〉、栗東芸術文化会館SAKIRA 中ホール 他、作・演出：上田誠）[17]
- 東京国際レズビアン&ゲイ映画祭 朗読劇『8 -エイト-』（2014年7月、アツコバルー、作・演出：西尾佳織）
- フェスティバル/トーキョー14 『透明な隣人 〜8 -エイト-によせて〜』（2014年11月、アサヒ・アートスクエア、作・演出：西尾佳織）
- Quiet.Quiet
  - vol.2.2『赤色エレジー』（2015年2月 - 3月、KAIKA、脚本：別役実、演出：辻崎智哉）
  - vol.6『楽屋』（2015年8月、小劇場 楽園、脚本：清水邦夫、演出：辻崎智哉）
- 演劇計画Ⅱ－戯曲創作－『また愛か』（2015年10月 - 11月、京都芸術センター、作・演出：山崎彬）
- 劇団子供鉅人
  - 10周年記念公演『重力の光』（2016年1月、下北沢駅前劇場、作・演出：益山貴司）
  - 番外企画ピンク・リバティvol.1『艶やかなマチルダ』（2016年3月、キッド・アイラック・アート・ホール、作・演出：山西竜矢）
  - 番外企画ピンク・リバティvol.2『ふでをならう』（2016年11月、新宿眼科画廊スペース地下、作・演出：山西竜矢）
- 財団、江本純子
  - vol.9『30分で愛は壊れていく』（2017年10月、BUoY 北千住アートセンター、作・演出：江本純子）
  - vol.10＋Theater箱舟『あなたはわたしのシネマなの』（2017年10月、Theater箱舟、作・演出：江本純子）
- エグ女（2018年2月 - 3月、CBGKシブゲキ!!、作・演出：金沢知樹）
- 裏切りの街（2022年3月12日 - 27日、新国立劇場 中劇場 / 3月31日 - 4月3日、COOL JAPAN PARK OSAKA WWホール 仕切り直し上演） -  根本裕子 役[18]

### テレビドラマ
- インテリワードBAR 見えざるピンクのユニコーン（2015年4月 - 6月、BSジャパン）
- ドラマスペシャル 瀬戸内少年野球団（2016年9月17日、テレビ朝日）
- 連続テレビ小説（NHK）
  - べっぴんさん（2016年10月 - 2017年4月）- 佐藤久美子 役
  - ひよっこ 第115 - 116話 （2017年8月14日 - 15日） - 優子義姉 役
  - まんぷく（2018年10月 - 2019年3月） - 水島（池上）ハナ 役[19]
- 絶景探偵。（福島中央テレビ） - 藤堂悠 役
  - シーズン1 第7 - 9、14話（2017年4月15日 - 29日、6月3日）
  - シーズン2 第10話（2017年12月23日）
- ワカコ酒 Season3 第6夜（2017年5月12日、BSジャパン） - OL 役
- 女囚セブン 最終話（2017年6月9日、テレビ朝日） - 担任教師 役
- 屋根裏の恋人 第7話（2017年7月15日、東海テレビ） - 記者 役
- ごめん、愛してる 第5話 （2017年8月13日、TBS） - 書店員 役
- 東野圭吾「片想い」（2017年10月 - 11月、WOWOW） - 須貝の妻 役
- ホリデイラブ ep.6（2018年3月2日、テレビ朝日） - ママ友 役
- やけに弁の立つ弁護士が学校でほえる 第4回（2018年5月12日、NHK総合） - 女性警察官 役
- バカリズムのうがった平成百景（2019年4月29日、NHK BSプレミアム）
- 大河ドラマ 青天を衝け（2021年、NHK） - 益田栄子 役[20]
- 大病院占拠（2023年1月14日 - 3月18日、日本テレビ） - 安芸しおり 役
- テイオーの長い休日 第6話（2023年7月8日、東海テレビ・フジテレビ） - 若葉奈緒 役
- 燕は戻ってこない 第5話（2024年5月28日、NHK総合） - 大石美弥 役
- 潜入兄妹 特殊詐欺特命捜査官（2024年10月5日 - 12月14日、日本テレビ） - 芦田なお美 役[21]

### 配信ドラマ
- 東京女子図鑑 第八話（2017年2月3日 - 、Amazonビデオ） - 主婦 役
- しろときいろ 〜ハワイと私のパンケーキ物語〜 第16話（2018年3月21日 - 、Amazonビデオ） - セミナー職員 役
- 箱庭のレミング（2021年6月24日、ABEMA）
- 今日も浮つく、あなたは燃える（2022年12月28日、BUMP） - リカ 役[22][23]

### ラジオドラマ
- FMシアター（NHK-FM）
  - 春はこない（2014年5月10日）
  - タッグ（2016年8月27日）

### 映画
- たびのやまびこ（2015年） - 妖怪 水芭蕉 役
- 検察側の罪人（2018年8月24日） - 渋田 役
- 来る（2018年12月7日）
- 愛唄 -約束のナクヒト-（2019年1月25日）
- 猿楽町で会いましょう（2020年6月4日）-久万紀子 役
- 浅田家!（2020年）-内海美岬役
- Pure Japanese（2022年）- リン役
- さよなら ほやマン（2023年） - 高橋美晴 役[24]
- 夜明けのすべて（2024年） -土門亜希子役
- 湖の女たち（2024年5月17日） - 本間佐知子 役[25][26]
- 長崎-閃光の影で-（2025年8月1日） - 五島キヨ 役[27][28]

### CM
- アイフル アイフルラン 「ともだち」篇（2016年6月 - ）
- 楽天市場 ふるさと納税「パパのライブ」篇（2018年12月 - ）
- サントリー サントリー烏龍茶 「カープ名言ボトル 山本浩二」篇、「カープ名言ボトル 大野豊」篇（2019年6月 - ）